# 369088 Marcus
369088 Marcus este o planetă minoră (asteroid) din centura de asteroizi. A fost descoperită pe 12 martie 2008 la Observatorul La Silla de EURONEAR. 
Obiectul prezintă o orbită caracterizată de o semiaxă mare de 2,6296976084915 UAi, o excentricitate de 0,11, o înclinație de 3,2 ° în raport cu ecliptica.